# Wall of Sound (etichetta discografica)
La Wall of Sound è una piccola etichetta indipendente inglese, fondata da Mark Jones.
Inizialmente era specializzata solo in generi di musica elettronica e ambient poi ha iniziato a diversificare interessandosi anche di artisti hip hop e indie.
All'inizio del 2006 ha stretto un accordo di collaborazione con l'etichetta internazionale PIAS.

## Artisti
- The Wiseguys
- Röyksopp
- Propellerheads
- Akasha
- Blak Twang
- Diefenbach
- The Bees
- Eugene
- Stuart Price (Les Rythmes Digitales)
- Human League
- Mekon
- Dirty Beatniks
- Lisbon Kid
- Jon Carter
- Medicine
- I Am Kloot
- Infadels
- Zoot Woman
- Grace Jones
- Denis The Night & The Panic Party